# Middleton (thị trấn), Wisconsin
Middleton là một thị trấn thuộc quận Dane, tiểu bang Wisconsin, Hoa Kỳ. Năm 2010, dân số của thị trấn này là 5.593 người.